# Pitfall (1948)
Pitfall is een Amerikaanse film noir uit 1948 van regisseur André de Toth.

## Verhaal
John Forbes, gehuwd en vader, richt een verzekeringsmaatschappij op. Ondanks de drukke dagen vindt hij zijn leven eentonig. Op een dag doet zich de gelegenheid voor om die sleur te doorbreken: Bill Smiley, verzekerd bij Forbes, probeert deze laatste op te lichten om het geld van zijn verzekering aan zijn maîtresse Mona Stevens te schenken. Aanvankelijk wil Forbes zijn geld terug, maar al snel wordt hij verliefd op Mona en wordt haar minnaar. MacDonald, een onafhankelijke detective die voor de verzekeringsmaatschappij werkt, kan daar niet om lachen, want ook hij heeft een oogje op Mona. Hij wil koste wat het kost Forbes benadelen. Geholpen door Bill en Mona besluit hij om Forbes in de val te laten lopen.

## Cast
| Acteur         | Personage             |
| -------------- | --------------------- |
| Dick Powell    | John Forbes           |
| Lizabeth Scott | Mona Stevens          |
| Jane Wyatt     | Sue Forbes            |
| Raymond Burr   | MacDonald             |
| John Litel     | District Attorney     |
| Byron Barr     | Bill Smiley           |
| Jimmy Hunt     | Tommy Forbes          |
| Ann Doran      | Maggie                |
| Selmer Jackson | Ed Brawley            |
| Margaret Wells | Terry                 |
| Dick Wessel    | sergeant aan de balie |